# Гуадалупе (река, впадает в Алвисо)
Гуадалупе — небольшая река в Калифорнии. Исток реки находится в горах Санта-Круз, далее река течёт на север через Сан-Хосе, и в Сан-Франциско впадает в залив Алвисо.
На реке расположено много парков, в частности один из крупнейших городских парков в США — Гуадалупе-Ривер парк.
Периодически река выходит из берегов и затапливает центральную часть города Сан-Хосе, после наводнений 1995 и 1997 годов был разработан план защиты от наводнений сроком на 100 лет. Самое крупное наводнение произошло в 1955 году, тогда Гуадалупе затопила 3359 гектар.